# Bulbophyllum erythrostachyum
Bulbophyllum erythrostachyum är en orkidéart som beskrevs av Robert Allen Rolfe. Bulbophyllum erythrostachyum ingår i släktet Bulbophyllum och familjen orkidéer.
Artens utbredningsområde är Madagaskar. Inga underarter finns listade i Catalogue of Life.